# Освенцимське князівство
Освенцимське князівство (пол. Księstwo Oświęcimskie), або Аушвіцьке герцогство (нім. Herzogtum Auschwitz) — одне із Сілезьких князівств, утвореного після роздробленості Польщі, з центром навколо міста Освенцим (Аушвіц). Було засноване близько 1315 року на малопольських землях на схід від річки Бяла, які належали сілезькій гілці польської королівської династії П'ястів. Недовгий час було напівавтономією зі столицею в Освенцимі, але врешті було продане Польському королівству в 1457 році. Приєднане до Габсбурзької монархії у 1772 році, герцогський титул, що залишився, припинив своє існування у 1918 році, коли землі були включені до складу Другої польської республіки.

## Історія

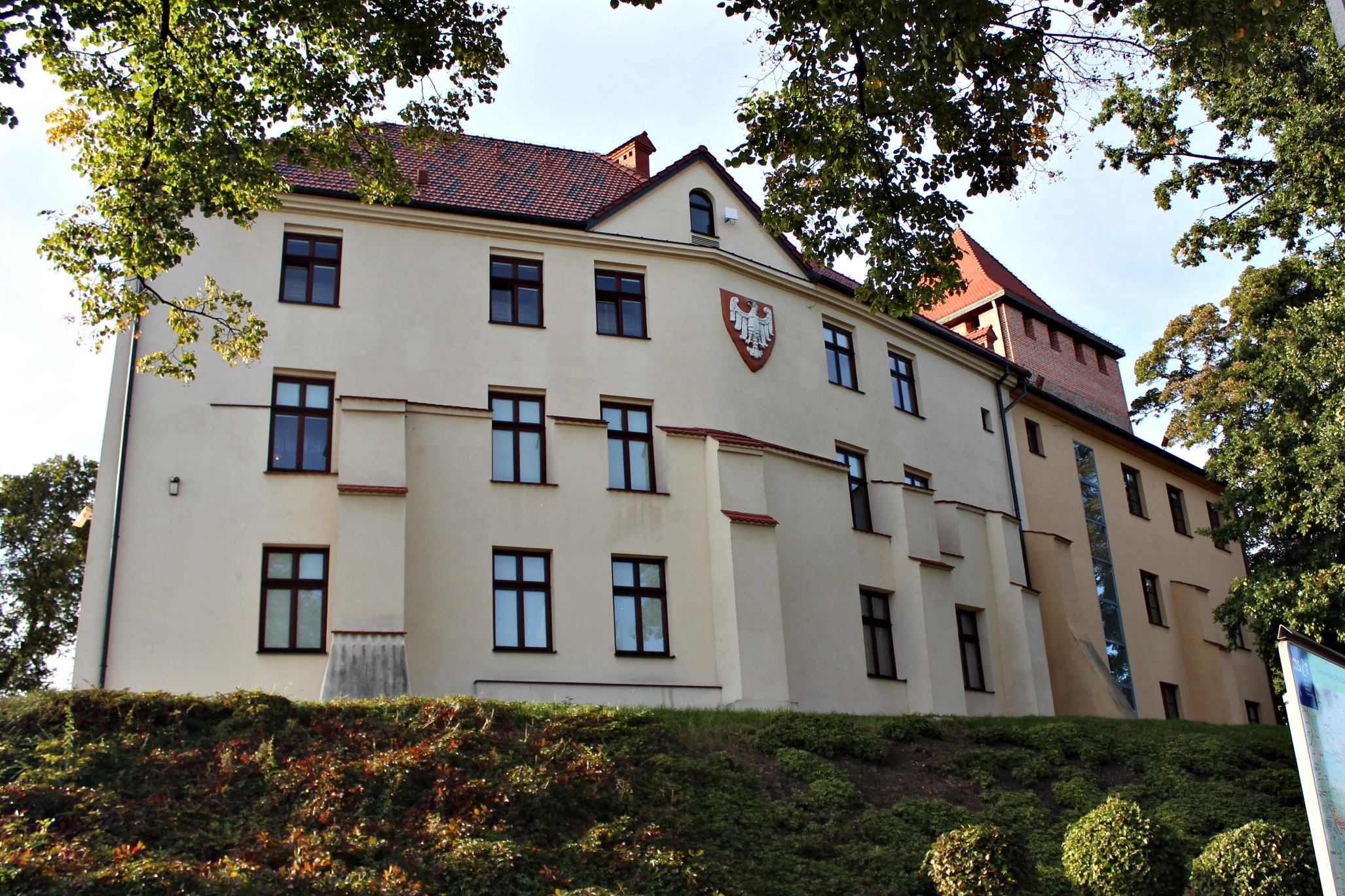
Замок Освенцим

Герцогство було створено в 1315 році після роздробленняі Польщі в XII столітті на південно-східних землях первісного Сілезького князівства, які верховний польський князь Казимир II Справедливий відокремив від провінції Сеніорат і надав сілезькому князю Мешко IV Кривоногому у 1177 році. З 1281 року ця територія входила до складу сілезького Цешинського князівства (Тешинського герцогства), поки після смерті князя Мєшка I у 1315 році землі Освенцима на схід від річки Біла не були відокремлені від нього як окреме герцогство для сина Мєшка — Владислава. У 1327 році його спадкоємець, князь Ян I Схоластик склав омаж королю Богемії Яну I, і разом з багатьма іншими сілезькими князівствами Освенцім став васалом Богемського королівства.
У 1445 році з частини земель князівства були створені князівства Затор і Тошек. Хоча Освенцимське князівство потрапило під чеську васальну залежність, воно було возз'єднане з Польщею в 1454 році, коли останній князь Ян IV оголосив себе васалом польського короля Казимира IV Ягеллончика. Ян не мав спадкоємців чоловічої статі і через три роки продав своє князівство королю Казимиру за 3 000 000 празьких грошей.
На момент продажу князівство складалося з: двох міст (Освенцим і Кенти), двох князівських замків (в Освенцимі та Волеку) і 45 сіл: Біляни, Ленки, Бабіце, Липник, Осієк, Бжеще, Моновице, Двори, Стара Поланка, Нова Поланка, Влосєніца, Поремба, Гроєць, Шпаровиче (вважається втраченим), Нідек, Вітковіце, Гленбовіце, Буловіце, Чанець, Малець, Каньчуга, Нова Вєсь, Рочини, Брошковіце, Бжезінка, Райско, Францішовіце (Плави), Пшецешин, Скідзінь, Вільчковиці, Вілямовиці, Гечнаровиці, Буякув, Кози, Мікушовіце, Пісажовиці, Халцнув, Бертюлтовіце, Коморовіце, Жебрач, Бествіна, Данковиці, Стара Весь, Явішовиці, Гарменже .
На Генеральному сеймі 1564 року король Сигізмунд II Август видав привілеї про інкорпорацію, визнаючи обидва князівства — Освенцимське та Заторське, до складу Польської Корони у складі Сілезького повіту Краківського воєводства, хоча польські королі зберегли обидва князівські титули. 
Після першого поділу Речі Посполитої 1772 року землі колишніх Освенцимського і Заторського князівств були приєднані до Габсбурзького Королівства Галичини та Лодомерії, з 1804 року до австрійської корони, а в 1818 році — до Німецького союзу через свою історичну приналежність до Чеської Сілезії. За Сен-Жермен-ан-Леським договором 1919 року вони були приєднані до польського Краківського воєводства.

## Князі Освенцимські
Герцоги Освенцимські належали до сілезької гілки династії П'ястів (див. також князі Сілезькі).
| 1314/5-1321/4 | Владислав I (син Мешка I з Цешина, з 1290 р. співправитель, через поділ Освенціма) |
| 1321/4-1372   | Ян I Схоластик (син Владислава I) |
| 1321/4-1325   | Єфросинія Мазовецька (дружина Владислава I, мати Яна I, регентша, пом. 1329) |
| 1372-1375/6   | Ян II (син Яна I) |
| 1375/6-1405   | Ян III (син Яна II, помер бездітним) |
| 1405–1406     | Пшемислав (також відомий як Пшемислав Молодший, син Пшемислава I Ношака (чиїм дядьком був Мєшко I, герцог Цешинський), з 1404 князь половини Сцинави та Глогува, з 1405 також Тошека)              |
| 1410-1433/4   | Казимир I (син Пшемисла Молодшого, через поділ у 1414 р. Освенцима, Тошека та Стшеліна (у Стшеліні до 1427 р.))                                                                                    |
| 1433/4-1484   | Пшемислав Тошецький (син Казимира І, також князь Тошека через його поділ у 1445 р.) |
| 1433/4-1456   | Ян IV (Януш) (брат Пшемислава Тошецького і син Казимира І, також князь Тошек, з 1445 через поділ Освенцима, 1465—1482 Глівіце, зрікся престолу (Освенцим перейшов до Корони Польської), пом. 1496) |

### Правителі, які претендували на княжий титул після поділу Польщі
Після Першого поділу Польщі до 1918 року імператори Священної Римської імперії Габсбурги, з 1804 року імператори Австрії, носили титул герцога Аушвіцького (нім. Herzog zu Auschwitz), який був частиною їхнього офіційного великого титулу.
| Імператор     | Приєднався          | Померла             |
| Йосиф II      | 1772 рік            | 20 лютого 1790 р    |
| Леопольд II   | 20 лютого 1790 р    | 1 березня 1792 р    |
| Франц І       | 1 березня 1792 р    | 2 березня 1835 р    |
| Фердинанд І   | 2 березня 1835 р    | 2 грудня 1848 р     |
| Франц Йосиф I | 2 грудня 1848 р     | 21 листопада 1916 р |
| Карл I        | 21 листопада 1916 р | 11 листопада 1918 р |